# Eta (lettera)
Eta (Η; η) è la settima lettera dell'alfabeto greco. È una delle sette vocali: contrariamente alla lettera ε, la sua quantità è sempre lunga. Nel sistema numerico del greco antico aveva valore 8.
Questa lettera deriva probabilmente dalla lettera fenicia  (heth), ed è a sua volta all'origine della latina H e della cirillica И.
La pronuncia di questa lettera, detta ἦτα, nell'antica Grecia era una e aperta lunga /ɛː/. In origine, come ad esempio nell'alfabeto originario del dialetto attico (che poi adottò l'alfabeto ionico, il tipo oggi comune), trascriveva una fricativa laringale sorda /h/ ed è appunto con questa funzione (tramite le colonie greche della Magna Grecia) che è passata all'alfabeto latino come H; da questo uso, il segno si è evoluto negli spiriti aspro e dolce. Durante i primi secoli d.C. si generalizzò la pronuncia [i] che ritroviamo nel greco moderno.
Proprio questa lettera dà il nome a due correnti di pronuncia del greco antico, quella itacistica e quella etacistica. La prima fu difesa da Johannes Reuchlin, e corrispondeva all'uso dei greci nel Rinascimento (che era già quello moderno), l'altra fu il frutto delle ricerche di Erasmo da Rotterdam, che ricostruì, anche se non del tutto correttamente, la pronuncia del greco dell'epoca classica.

## Gli usi

### In economia
- In economia si utilizza la lettera η per indicare l'elasticità dell'offerta rispetto al prezzo.

### In informatica
- ETA è un linguaggio di programmazione.
- Nell'ambito delle reti neurali la costante η indica il tasso di apprendimento.
- Nella programmazione la lettera η è spesso usata per indicare l'efficienza di un algoritmo. Un esempio di tale uso può essere trovato in libri di testo riguardanti lo studio di Algoritmi e Strutture Dati.

### In fisica
- Si usa per indicare la viscosità di un fluido.

### In chimica
- Si usa per indicare l'apticità di un ligando, scrivendola in corsivo, e la quantifica scrivendo il relativo numero n ad esponente.[1] Per indicare il ferrocene, ad esempio, si scrive Fe(η5-C5H5)2 e, per il dibenzenecromo, Cr(η6-C6H6)2.

### In matematica
- In matematica è presente una funzione eta di Dirichlet, molto simile alla funzione zeta di Riemann

### In termodinamica
- In termodinamica si utilizza la lettera η per indicare il rendimento o efficienza termodinamica.
- Inoltre, la lettera η può indicare anche la sovratensione di un elettrodo, cioè la differenza fra il suo potenziale istantaneo ed il suo potenziale di equilibrio.